# Estádio Nacional de Futebol da Nicarágua
O Estádio Nacional de Futebol da Nicarágua (em castelhano: Estadio Nacional de Fútbol de Nicaragua) é um estádio de futebol localizado em Manágua, capital da Nicarágua. Oficialmente inaugurado em 14 de abril de 2011, é o maior estádio do país em capacidade de público e a atual casa onde a Seleção Nicaraguense de Futebol manda suas partidas amistosas e oficiais. Além disso, o Walter Ferretti, clube da capital, também manda seus jogos oficiais por competições nacionais e continentais no estádio, cuja capacidade máxima é de 20 000 espectadores.